# Jugo de pepino
El jugo o zumo de pepino es el zumo resultante de exprimir o prensar pepinos. Los pepinos están compuestos por un 98% de agua. El jugo de pepino tiene cantidades significativas de potasio y es alto en vitamina A. También contiene cantidades significativas de silicio. También contiene esterol.

## Usos
El jugo de pepino se utiliza en bebidas tales como cócteles como Bloody Mary, platos como la sopa de pepino, y en salsas para untar y aderezos de ensalada. El jugo de pepino también se utiliza como un ingrediente en cosméticos, jabones, champús, lociones, y perfumes.
Se utiliza en medicina tradicional rusa para ayudar en el tratamiento de la inflamación de las vías respiratorias y para reducir la tos persistente. Otros usos tradicionales incluyen suavizar el reflujo gastroesofágico y reducir la acidez estomacal. Para la piel, se ha usado contra las quemaduras y eflorescencias.  El zumo de pepino ha sido descrito como repelente contra chanchitos de tierra y sardinetas.